# Maxime Beaumont
Pour les articles homonymes, voir Beaumont.
Maxime Beaumont (né le 23 avril 1982 à Boulogne-sur-Mer) est un kayakiste français pratiquant la course en ligne, vice-champion olympique en K-1 200 m aux Jeux d'été de 2016 à Rio de Janeiro. Il est licencié au club de Boulogne-sur-Mer.

## Palmarès

### Jeux olympiques
- 2020 à Tokyo,  Japon
  - 9e en K-1 200 m
- 2016 à Rio de Janeiro,  Brésil
  - 2e en K-1 200 m
  - 7e en K-2 200 m
- 2012 à Londres,  Royaume-Uni
  - 4e en K-1 200 m

### Championnats du monde de canoë-kayak course en ligne
- 2018 à Montemor-o-Velho,  Portugal
  - 7e K-2 1000 m
  - 10e K-1 200 m

- 2017 à Racice,  République tchèque
  - 5e K-1 200 m
  - 7e K-4 500 m
- 2015 à Milan,  Italie
  - 3e en K-2 200 m
  - 2e en K-1 200 m
- 2014 à Moscou,  Russie
  - 3e en K-2 200 m
  - 2e en relais 4 x K-1 200 m
- 2013 à Duisbourg,  Allemagne
  - 4e en K-2 200 m
  - 3e en K-2 500 m
- 2011 à Szeged,  Hongrie
  - 4e en K-1 200 m
- 2010 à Poznań,  Pologne
  - 8e en K-1 1000 m
- 2007 à Duisbourg,  Allemagne
  - 7e en K-4 500 m
- 2005 à Zagreb,  Croatie
  - 9e en K-4 500 m
- 2003 à Gainesville,  États-Unis
  - Demi-finale en K-4 1000 m

### Championnats d'Europe de canoë-kayak course en ligne
- 2022 à Munich,  Allemagne
  - 3e en K-4 500 m[1].

- 2018 à Belgrade,  Serbie
  - 5e en K-1 200 m
  - 7e en K-2 1000 m
- 2017 à Plovdiv,  Bulgarie
  - 3e en K-1 200 m
- 2014 à Brandebourg,  Allemagne
  - 2e en K-2 500 m
  - 6e en K-2 200 m
- 2013 à Montemor-o-Velho  Portugal
  - 3e en K-2 200 m
- 2012 à Zagreb  Croatie
  - 2e en K-1 200 m
- 2010 à Trasona  Espagne
  - 7e en K-1 1000 m
- 2008 à Milan  Italie
  - 8e en K-4 1000 m
- 2005 à Plovdiv  Bulgarie
  - 6e en K-4 1000 m et 9e en K-4 500 m
- 2004 à Poznań  Pologne
  - 3e en K-4 500 m
- 2002 à Zagreb  Croatie
  - Demi-finale en K-2 1 000 m

### Jeux européens
- 2019 à Minsk,  Biélorussie
  - 1er en K-1 200 m

### Championnats de France de canoë-kayak course en ligne
- 2018 à Vaires sur Marne  France
  - 2e en K-1 1000 m
  - 1er en K-1 200 m
- 2017 à Vaires sur Marne  France
  - 1er en K-1 1000 m
  - 1er en K-1 200 m
- 2016 à  Libourne  France
  - 1er en K-1 1000 m
  - 1er en K-1 200 m
- 2015 à Gerardmer  France
  - 2e en K-1 200 m
  - 1er en K-2 200 m
- 2014 à Gravelines  France
  - 1er en K-1 200 m
  - 2e en K-1 1000 m
  - 3e en K-2 500 m
- 2013 à Poses  France
  - 2e en K-1 200 m
  - 2e en K-2 500 m
- 2012 à Mantes-la-Jolie  France
  - 1er en K-1 200 m
- 2011 à Tours  France
  - 1er en K-1 500 m

## Distinctions
- Chevalier de l'ordre national du Mérite le 1er décembre 2016[2]